# Beaumont, Cumbria
Beaumont är en by och en civil parish i  Cumbria, England. Orten har 447 invånare (2001).